# قطعنامه ۴۲۰ شورای امنیت
قطعنامه ۴۲۰ شورای امنیت سازمان ملل متحد که در تاریخ ۳۰ نوامبر ۱۹۷۷ تصویب شد، سندی بین‌المللی دربارهٔ اسرائیل-جمهوری عربی سوریه است. این قطعنامه طی نشست ۲٬۰۵۱ام با ۱۲ موافق، ۰ مخالف و ۰ ممتنع تصویب شد.